# Лацко, Жольт
Жольт Ла́цко (венг. Laczkó Zsolt; род. 18 декабря 1986[…], Сегед) — венгерский футболист, защитник; тренер. 

## Клубная карьера
Воспитанник футбольной школы венгерского «Ференцвароша». За основной состав Лацко дебютировал в сезоне 2004/05 в матче против «Залаэгерсега».

## Карьера в сборной
В сборной Венгрии дебютировал 29 мая 2010 года в товарищеском матче с Германией. До этого выступал за молодёжную сборную. За сборную Венгрии сыграл 22 матча.

### Матчи и голы
| Матчи и голы Лацко за сборную Венгрии | Матчи и голы Лацко за сборную Венгрии | Матчи и голы Лацко за сборную Венгрии | Матчи и голы Лацко за сборную Венгрии | Матчи и голы Лацко за сборную Венгрии | Матчи и голы Лацко за сборную Венгрии    |
| №                                     | Дата                                  | Оппонент                              | Счёт                                  | Голы Лацко                            | Соревнование                             |
| ------------------------------------- | ------------------------------------- | ------------------------------------- | ------------------------------------- | ------------------------------------- | ---------------------------------------- |
| 1                                     | 29 мая 2010                           | Германия                              | 0:3                                   | -                                     | Товарищеский матч                        |
| 2                                     | 5 июня 2010                           | Нидерланды                            | 1:6                                   | -                                     | Товарищеский матч                        |
| 3                                     | 11 августа 2010                       | Англия                                | 1:2                                   | −                                     | Товарищеский матч                        |
| 4                                     | 3 сентября 2010                       | Швеция                                | 0:2                                   | -                                     | Отборочный турнир чемпионата Европы 2012 |
| 5                                     | 7 сентября 2010                       | Молдавия                              | 2:1                                   | -                                     | Отборочный турнир чемпионата Европы 2012 |
| 6                                     | 8 октября 2010                        | Сан-Марино                            | 8:0                                   | -                                     | Отборочный турнир чемпионата Европы 2012 |
| 7                                     | 8 октября 2010                        | Финляндия                             | 2:1                                   | -                                     | Отборочный турнир чемпионата Европы 2012 |
| 8                                     | 17 ноября 2010                        | Литва                                 | 2:0                                   | -                                     | Товарищеский матч                        |
| 9                                     | 9 февраля 2011                        | Азербайджан                           | 2:0                                   | -                                     | Товарищеский матч                        |
| 10                                    | 25 марта 2010                         | Нидерланды                            | 0:4                                   | -                                     | Отборочный турнир чемпионата Европы 2012 |
| 11                                    | 29 марта 2010                         | Нидерланды                            | 3:5                                   | -                                     | Отборочный турнир чемпионата Европы 2012 |

Итого: 11 матчей / 0 голов; 5 побед, 0 ничьих, 6 поражений.
(откорректировано по состоянию на 29 марта 2011 года)

## Достижения
«Ференцварош»
- Серебряный призёр чемпионата Венгрии: 2004/05
- Финалист Кубка Венгрии: 2004/05

«Дебрецен»
- Чемпион Венгрии: 2009/10
- Обладатель Кубка Венгрии: 2009/10
- Обладатель Суперкубка Венгрии: 2010
- Обладатель Кубка венгерской лиги: 2009/10

«Гонвед»
- Чемпион Венгрии: 2016/17